# Telmatoscopus basalis
Telmatoscopus basalis är en tvåvingeart som först beskrevs av Banks 1907.  Telmatoscopus basalis ingår i släktet Telmatoscopus och familjen fjärilsmyggor. Inga underarter finns listade i Catalogue of Life.